# Populus grandidentata
Populus grandidentata är en videväxtart som beskrevs av André Michaux. Populus grandidentata ingår i släktet popplar, och familjen videväxter. Inga underarter finns listade i Catalogue of Life.

## Bildgalleri

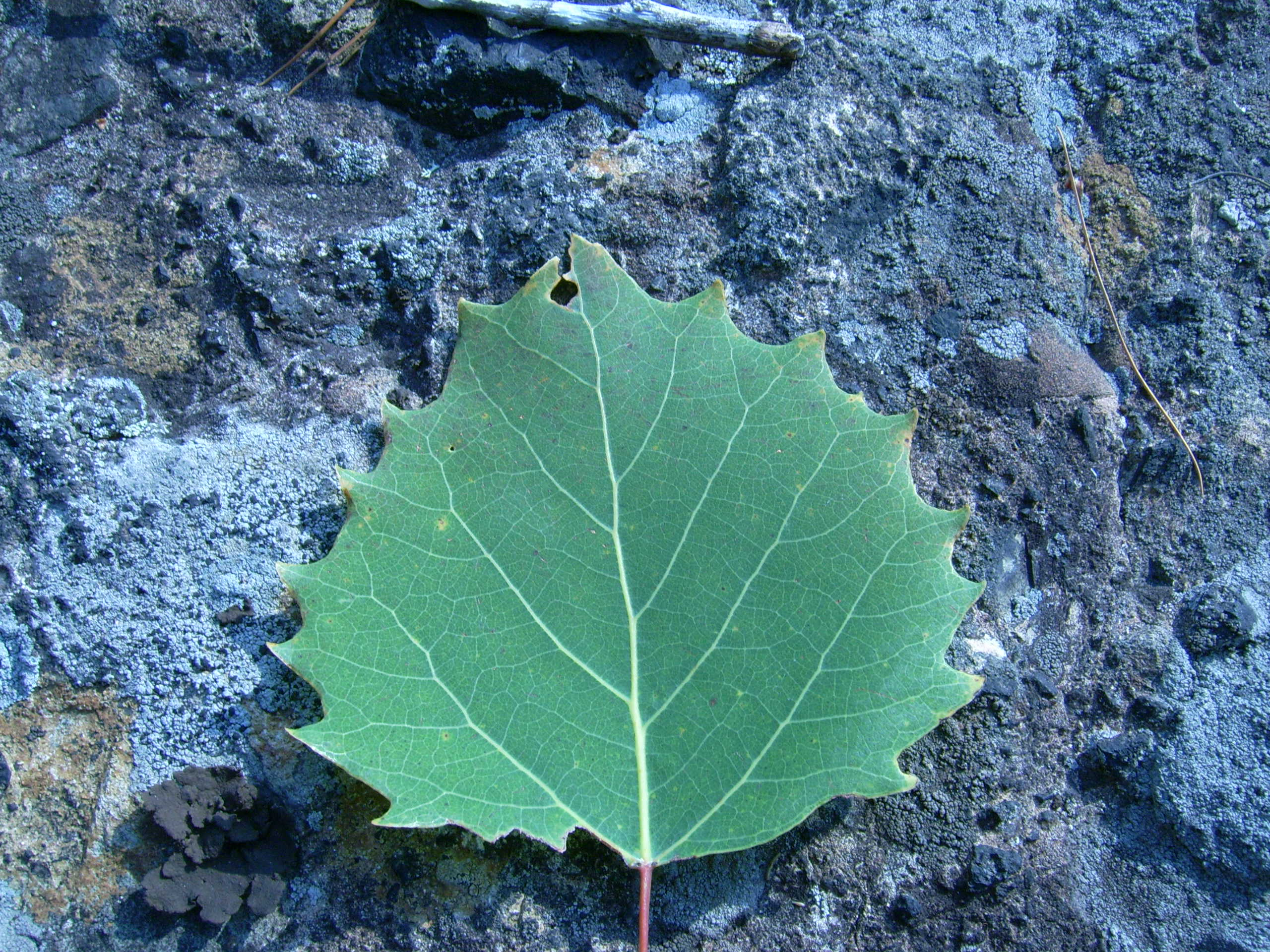